# Вукчевич, Симон
Симо́н Ву́кчевич (черног. Симон Вукчевић / Simon Vukčević; род. 29 января 1986, Титоград) — черногорский футболист, полузащитник.

## Карьера
В 2003 году Симон перешёл в «Партизан». В Белградском клубе Симон выступал под номером один.(№ 1). В первом сезоне провёл 12 игр. Во втором сезоне показывает свой талант, проведя 26 матчей и забив 10 мячей. Тем самым Вукчевич привлёк внимание грандов. Но в 2006 году Симон переходит в «Сатурн». Через год переходит в «Спортинг». В 2011 году Вукчевич стал игроком клуба «Блэкберн Роверс». За новый клуб провел 16 матчей, забил 1 мяч.
28 февраля 2013 года подписал контракт с львовскими «Карпатами» до конца сезона 2012/13. Дебютировал в первом же матче весенней части сезона в игре против симферопольской «Таврии», выйдя на замену на 82-й минуте игры вместо Александра Гладкого. За львовский клуб провёл всего 2 игры. В начале апреля досрочно расторг контракт по обоюдному согласию и покинул команду. С августа по декабрь 2013 года играл за клуб «Войводина» из города Нови-Сад. В 2014 году перешёл в греческий «Левадиакос» за который отыграл сезон. Затем перешёл в кипрский «Эносис».

## Достижения
- Обладатель Кубка Португалии (1): 2007/08
- Обладатель Суперкубка Португалии (1): 2007